# Michał Grotowski
Michał Grotowski (ur. 24 września 1954) – polski lekkoatleta, skoczek wzwyż, medalista mistrzostw Polski, reprezentant Polski.

## Kariera sportowa
Zaczynał karierę w LZS Bodzanów, następnie był zawodnikiem Polonii Warszawa.
Na mistrzostwach Polski seniorów na otwartym stadionie zdobył jeden medal w skoku wzwyż: brązowy w 1975. W 1973 wystąpił na mistrzostwach Europy juniorów, zajmując 13. miejsce, z wynikiem 2,00. W 1975 dwukrotnie wystąpił w meczach międzypaństwowych, bez zwycięstw indywidualnych.
24 maja 1975 wyrównał rekord Polski w skoku wzwyż, skacząc jako trzeci Polak w historii 2,20 (po Edwardzie Czerniku i Jacku Wszole). Wynik ten był jego rekordem życiowym.